# 徐百川 (1901年)
徐百川（1901年—1931年），原名张开泰，又名张泉，安徽合肥人，安徽西北红军和革命根据地创建人之一。
国民大革命时期加入中国共产党，黄埔军官学校毕业，1927年先后参加八一南昌起义、海陆丰起义、广州起义。1929年被派往安徽工作，同年冬参加领导皖西北六霍起义。六霍（六安、霍山）起义后任中国工农红军第三十三师师长，领导部队开展武装斗争，开辟了皖西北革命根据地，为皖西北红军和革命根据地创始人之一。1930年夏调任皖西中央独立一师师长，1931年在湖北黄安县（今红安县）檀树岗牺牲，被张国焘杀害。